# Eulepidotis columbrata
Eulepidotis columbrata là một loài bướm đêm trong họ Erebidae.